# Sebastián Leto
Sebastián Eduardo Leto Lées (født 30. august 1986 i Buenos Aires, Argentina) er en argentinsk fodboldspiller (angriber). Han har gennem sin karriere blandt andet repræsenteret Lanús i hjemlandet, Liverpool F.C. i England, for Panathinaikos i Grækenland samt på lejebasis for Panathinaikos' ærkerivaler Olympiakos.
Med Panathinaikos var Leto i 2010 med til at vinde både det græske mesterskab og landets pokalturnering.